# Aruna Vasudev
Aruna Vasudev (1936 - 5 de septiembre de 2024) fue una crítica, autora, editora, pintora y documentalista india, considerada una eminente erudita del cine asiático. También fue descrita como la madre del cine asiático.

## Premios
En 1997, Vasudev ganó el Premio del Cine Coreano en el Festival Internacional de Cine de Busan.
En 2004, le fue otorgada la medalla italiana Estrella de la Solidaridad.
En 2006, Vasudev recibió un Premio a la Trayectoria en el Festival Internacional de Cine de Cinemanila.
En 2015, Vasudev recibió el premio Lifetime Achievement Award en la segunda edición del Festival Internacional de Cine de Colombo por sus contribuciones para poner el cine asiático en el mapa internacional. En el Festival Internacional de Cine de Hawái el mismo año, Vasudev ganó un premio Vision in Film.
Fue galardonada con la Estrella de la Solidaridad Italiana y el Caballero de las Artes y las Letras, los títulos más altos de dos importantes países productores de cine, Italia y Francia.
El Festival de Cine de Trípoli ha nombrado su premio a la Mejor Escritura en Cine como el "Premio Aruna Vasudev".